# Харли Џејн Козак
Харли Џејн Козак (енгл. Harley Jane Kozak; Вилкс-Бери 28. јануар 1957) америчка је глумица и списатељица. Филмску каријеру је започела у слешер филму Кућа сестринства (1982), након чега је имала понављајућу улогу у сапуници Санта Барбара (1985—1989). Имала је споредне улоге у драми Чист и трезан (1988) и романтичној комедији Кад је Хари срео Сали (1989), као и главну улогу у природном хорору Арахнофобија (1990).
Козак је од 2004. објавила пет мистериозних романа. За дебитантски роман, Састанци с непознатима (енгл. Dating Dead Men), добила је награде Агата, Ентони и Макавити.
Рођена је као Сузан Џејн Козак, да би касније променила име у Харли. Завршила је мастер студије лепих уметности на Универзитету у Њујорку. Удавала се два пута и из другог брака има троје деце.

## Филмографија
| Улоге Харли Џејн Козак |                                     |               |                       |                        |
| Година                 | Српски назив                        | Изворни назив | Улога                 | Напомена               |
| 1981—1982.             | Тексас                              |               | Брет Вилер            | ТВ серија, 128 епизода |
| 1982.                  | Кућа сестринства                    |               | Дајана                |                        |
| 1983—1985.             | Усмеравајуће светло                 |               | Анабел Симс Рирдон    | ТВ серија, 55 епизода  |
| 1985—1989.             | Санта Барбара                       |               | Мери Дувал            | ТВ серија, 179 епизода |
| 1988.                  | Чист и трезан                       |               | рецепционерка Ралстон |                        |
| 1989.                  | Кад је Хари срео Сали               |               | Хелен Хилсон          |                        |
| 1989.                  | Родитељство                         |               | Сузам Бакман          |                        |
| 1990.                  | Арахнофобија                        |               | Моли Џенингс          |                        |
| 1991.                  | Освајање Беверли Хилса              |               | Лаура Саџ             |                        |
| 1991.                  | Све што желим за Божић              |               | Кетрин О'Фелон        |                        |
| 1996.                  | Титаник                             |               | Бес Алисон            | мини-серија            |
| 1997.                  | Звездана капија SG-1                |               | Сара О'Нил            | ТВ серија, 1 епизода   |
| 2015.                  | Пљунем ти на гроб 3: Освета је моја |               | терапеуткиња          |                        |